# So You Want to Be a Rock 'n' Roll Star
So You Want to Be a Rock 'n' Roll Star är en låt skriven av Roger McGuinn och Chris Hillman och lanserad av deras grupp The Byrds 1967. Den blev första spår på albumet Younger Than Yesterday. Låten ironiserar över det snabba genombrott som popartister kan få, och var inspirerad av The Monkees snabba genombrott. Låten innehåller en loop med skrikande fans som the Byrds spelat in på en av sina egna konserter. Låten innehåller trumpetspel av Hugh Masekela och domineras av Chris Hillmans pulserande basspel. The Byrds spelade låten som sista låt på sitt uppträdande vid Monterey Pop Festival 1967.
Låten har spelats in av ett antal andra artister så som The Move (EP:n Something Else from The Move 1968), Patti Smith Group (albumet Wave 1979), och Tom Petty (livealbumet Pack Up the Plantation: Live! 1985).

## Listplaceringar
- Billboard Hot 100, USA: #29[1]
- Kvällstoppen, Sverige: #17[2]
- Tio i topp, Sverige: #6[3]